# Amorepacific Tower
Der Amorepacific Tower (Headquarters) ist ein Hochhaus im Stadtteil Yongsan in der südkoreanischen Hauptstadt Seoul. Der 110 Meter hohe Bau wurde vom Berliner Büro des britischen Architekten David Chipperfield entworfen, verfügt über 22 Stockwerke und dient als Hauptsitz der AmorePacific Group.

## Architektonische Merkmale
Der kubische Bau verfügt über drei, das ganze Gebäude durchziehende, Loggien, die als Dachgärten dienen und Licht sowie Luft in das Gebäude bringen. Über das Atrium ist ein Kunstmuseum, eine Bibliothek, Café und Teegeschäft zugänglich.
Die Vorhangfassade besteht aus vertikalen, mattweißen Aluminium-Lamellen, die an den nach oben leicht breiter werdenden Etagen angebracht sind.